# 블레어 위치
《블레어 위치》(The Blair Witch Project) 혹은 블레어 윗치의 저주는 대니얼 마이릭과 에드와도 샌체즈가 각본, 감독, 편집한 1999년 미국의 공포 영화이다.

## 출연
- 헤더 도너휴
- 마이클 C. 윌리엄스
- 조슈아 레너드

## 같이 보기
- 블레어 윗치 2 (2000)
- 블레어 위치 (2016)